# Litex Motors
Litex Motors war ein Automobilhersteller mit Sitz in Sofia, Bulgarien und montierte Fahrzeuge des chinesischen Herstellers Great Wall Motor für den europäischen Markt. Das Unternehmen wurde als Joint-Venture zwischen Litex Commerce und Great Wall Motor gegründet.

## Geschichte
Das Unternehmen begann im Februar 2012 mit der Herstellung des Voleex-C10-Schrägheckmodells aus CKD-Bausätzen im gemeinsam entwickelten Werk in Bachowiza in der Nähe von Lowetsch. Im ersten Halbjahr 2013 wurde das Sortiment um den Steed 5 und im November 2013 um den Hover H6 erweitert.

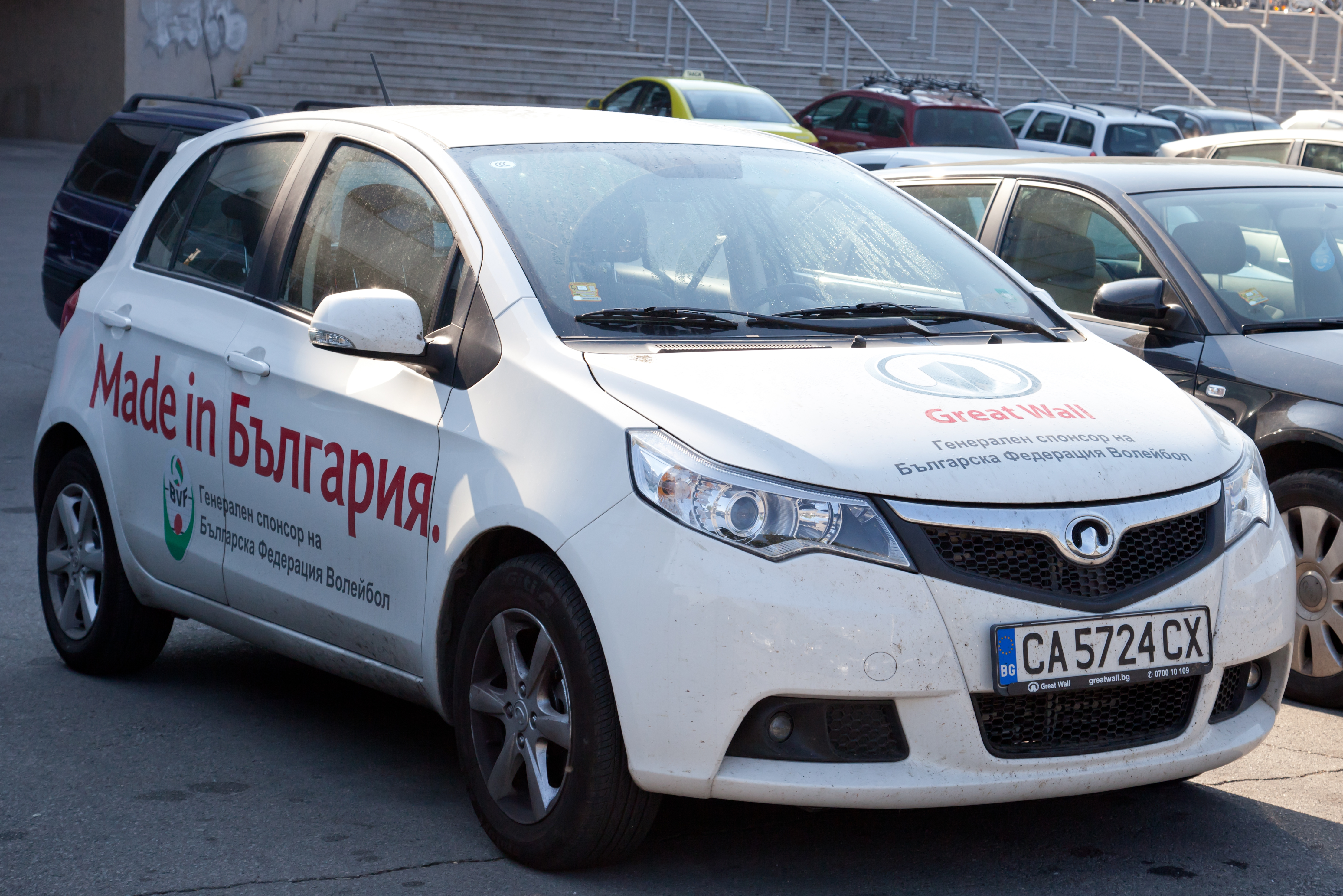
Ein von Litex Motors produzierter Voleex-C10

Auf dem bulgarischen Markt verkaufte Litex Motors die Modelle Voleex C10, Steed 5 und Hover H5 und ab 2013 auch den Voleex C30, Voleex C20R und den Hover H6. Ende 2017 wurde auch das Modell Haval H2 eingeführt.
Das Unternehmen verfügte über mehr als 12 Repräsentanzen in ganz Bulgarien und im November 2012 eröffnete es seinen ersten Händlerbetrieb außerhalb des Landes im heutigen Nordmazedonien.
Im Dezember 2013 führte das Unternehmen seinen ersten regulären Export ins europäische Ausland durch und schickte eine erste Charge nach Italien. Im August 2014 begann das Unternehmen mit dem Export nach Rumänien als erstem Schritt zur Ausweitung seiner Präsenz in Osteuropa und im Januar 2015 eröffnete es einen Showroom in Serbien.
Bis Mitte 2016 verfügte Litex über insgesamt 14 Händlerbetriebe in zwölf bulgarischen Städten, drei davon in der Hauptstadt Sofia.
Allerdings blieben die Verkaufszahlen hinter den Erwartungen zurück.
Am 27. Februar 2017 meldete das Unternehmen beim Gericht in Sofia Insolvenz an.